# معصرة أبو صير
قرية معصرة أبوصير هي إحدى القرى التابعة لمركز الواسطى في محافظة بني سويف في جمهورية مصر العربية. حسب إحصاءات سنة 2006، بلغ إجمالي السكان في معصرة أبوصير 6968 نسمة، منهم 3700 رجل و3268 امرأة.